# باتاش
باتاش (به لاتین: Batash یا Bataş) یک منطقه مسکونی در ترکمنستان است که در استان لب آب واقع شده است.